# Culpeau
Lycalopex culpaeus · Renard de Magellan
Espèce
Répartition géographique
Statut de conservation UICN

 LC  : Préoccupation mineure
Statut CITES
Synonymes
Le culpeau ou culpeo (Lycalopex culpaeus), également connu sous le nom de renard de Magellan ou renard des Andes, est une espèce de mammifères carnivore de la famille des canidés. Bien qu’il soit désigné sous le nom de « renard » de part son apparence particulière, dû à un processus de convergence évolutive de part une écologie comparable, il fait partie d’un genre bien plus proche de celui des loups et des chacals (Canini) : Lycalopex, qu’il partage avec d’autres espèces de canidés d’Amérique du Sud.
Le régime alimentaire du culpeau à mi-chemin entre le renard et le loup, est principalement composé de rongeurs, lapins, oiseaux et lézards. Il consomme également des végétaux et des charognes. Il lui arrive parfois de s’en prendre à des flamants des Andes ou à de jeunes vigognes. Le culpeau s’attaque parfois les moutons, ce qui lui vaut d’être chassé ou empoisonné dans certaines régions. Bien que l'espèce ait disparu localement dans certaines zones de son aire de répartition. Toutefois elle n’est pas considérée comme globalement menacée d’extinction.
Cette espèce est d’autant plus remarquable, qu’elle a fait l’objet d’une domestication analogue, mais indépendante de celle du chien, par le peuple Selknam de la terre de feu, donnant naissance au chien des Fuégiens, une forme domestique aujourd’hui éteinte, disparue à une période estimée de la fin du XIXe siècle ou au début du XXe siècle.

## Dénominations
- Nom scientifique valide : Lycalopex culpaeus (Molina, 1782)[3] ;
- Nom vernaculaire normalisé espagnol : Zorro culpeo ;
- Nom normalisé anglais : Culpeo, Andan fox ;
- Noms typiques en français : Culpeau (UICN)[4], Renard de Magellan (RLRQ)[5][note 1], Renard colfeo (CITES)[6] ;
- Noms vulgaires : Renard Culpeo, Renard des Andes[7], Renard andin[7], Loup de Magellan, Chien de Magellan, Chacal de Magellan (Vieilli) ;
- Noms vernaculaires  : Culpeo[7], Colpeo, Culpeu (Vieilli).

## Taxonomie

### Classification
La classification du culpeau a fait l'objet de débats, en raison notamment de sa forte variabilité phénotypique et du manque d’études approfondies. Au cours des trois dernières décennies, il a successivement été classé dans les genres Dusicyon (Clutton-Brock et al., 1976 ; Wozencraft, 1989), Canis (Langguth, 1975 ; Van Gelder, 1978), Pseudalopex (Berta, 1987 ; Wozencraft, 1993 ; Tedford *et al.*, 1995) et finalement Lycalopex (Zunino, 1995 ; Wozencraft, 2005).
Ce canidé, comme d’autres « renards » sud-américains, est encore parfois classé dans le genre Pseudalopex. Puisque les genres Pseudalopex et Lycalopex sont aujourd’hui largement considérés comme synonymes, les deux classifications sont acceptables, même si l’usage actuel privilégie le nom Lycalopex.

### Évolution
Une analyse des séquences des régions HV1 et HV2 de l’’ADN mitochondrial des espèces de Lycalopex a révélé que le renard de Magellan est étroitement apparenté au renard gris d’Argentine (Lycalopex griseus), dont il se serait séparé il y a environ 600 000 à 350 000 ans, au cours du Pléistocène moyen à supérieur. Ces deux espèces seraient ainsi les plus récentes parmi les Lycalopex.
L’arbre phylogénétique ci-dessous repose sur une phylogénie proposée en 2005, fondée sur le génome mitochondrial des espèces actuelles, mais modifiée par la suite pour intégrer des découvertes ultérieures, :
|  | Speothos                                                 |
|  |                                                          |
|  | \| \| Chrysocyon \| \| \| \| \| \| †Dusicyon \| \| \| \| |
|  |                                                          |
|  | Chrysocyon                                               |
|  |                                                          |
|  | †Dusicyon                                                |
|  |                                                          |

|  | Chrysocyon |
|  |            |
|  | †Dusicyon  |
|  |            |

|  | Lycalopex fulvipes    |
|  |                       |
|  | Lycalopex gymnocercus |
|  |                       |

|  | Lycalopex culpaeus |
|  |                    |
|  | Lycalopex griseus  |
|  |                    |

|  | Lycalopex fulvipes    |
|  |                       |
|  | Lycalopex gymnocercus |
|  |                       |

|  | Lycalopex culpaeus |
|  |                    |
|  | Lycalopex griseus  |
|  |                    |

|  | Lycalopex fulvipes    |
|  |                       |
|  | Lycalopex gymnocercus |
|  |                       |

|  | Lycalopex culpaeus |
|  |                    |
|  | Lycalopex griseus  |
|  |                    |

|  | Lycalopex fulvipes    |
|  |                       |
|  | Lycalopex gymnocercus |
|  |                       |

|  | Lycalopex culpaeus |
|  |                    |
|  | Lycalopex griseus  |
|  |                    |

|  | Lycalopex fulvipes    |
|  |                       |
|  | Lycalopex gymnocercus |
|  |                       |

|  | Lycalopex culpaeus |
|  |                    |
|  | Lycalopex griseus  |
|  |                    |

|  | Lycalopex fulvipes    |
|  |                       |
|  | Lycalopex gymnocercus |
|  |                       |

|  | Lycalopex culpaeus |
|  |                    |
|  | Lycalopex griseus  |
|  |                    |

|  | Lycalopex fulvipes    |
|  |                       |
|  | Lycalopex gymnocercus |
|  |                       |

|  | Lycalopex culpaeus |
|  |                    |
|  | Lycalopex griseus  |
|  |                    |

|  | Lycalopex fulvipes    |
|  |                       |
|  | Lycalopex gymnocercus |
|  |                       |

|  | Lycalopex culpaeus |
|  |                    |
|  | Lycalopex griseus  |
|  |                    |

|  | Lycalopex fulvipes    |
|  |                       |
|  | Lycalopex gymnocercus |
|  |                       |

|  | Lycalopex culpaeus |
|  |                    |
|  | Lycalopex griseus  |
|  |                    |

|  | Lycalopex fulvipes    |
|  |                       |
|  | Lycalopex gymnocercus |
|  |                       |

|  | Lycalopex culpaeus |
|  |                    |
|  | Lycalopex griseus  |
|  |                    |

|  | Lycalopex fulvipes    |
|  |                       |
|  | Lycalopex gymnocercus |
|  |                       |

|  | Lycalopex culpaeus |
|  |                    |
|  | Lycalopex griseus  |
|  |                    |

|  | Lycalopex fulvipes    |
|  |                       |
|  | Lycalopex gymnocercus |
|  |                       |

|  | Lycalopex culpaeus |
|  |                    |
|  | Lycalopex griseus  |
|  |                    |

|  | Lycalopex fulvipes    |
|  |                       |
|  | Lycalopex gymnocercus |
|  |                       |

|  | Lycalopex culpaeus |
|  |                    |
|  | Lycalopex griseus  |
|  |                    |

|  | Lycalopex fulvipes    |
|  |                       |
|  | Lycalopex gymnocercus |
|  |                       |

|  | Lycalopex culpaeus |
|  |                    |
|  | Lycalopex griseus  |
|  |                    |

|  | Lycalopex fulvipes    |
|  |                       |
|  | Lycalopex gymnocercus |
|  |                       |

|  | Lycalopex culpaeus |
|  |                    |
|  | Lycalopex griseus  |
|  |                    |

|  | Lycalopex fulvipes    |
|  |                       |
|  | Lycalopex gymnocercus |
|  |                       |

|  | Lycalopex culpaeus |
|  |                    |
|  | Lycalopex griseus  |
|  |                    |

|  | Lycalopex fulvipes    |
|  |                       |
|  | Lycalopex gymnocercus |
|  |                       |

|  | Lycalopex culpaeus |
|  |                    |
|  | Lycalopex griseus  |
|  |                    |

|  | Lycalopex fulvipes    |
|  |                       |
|  | Lycalopex gymnocercus |
|  |                       |

|  | Lycalopex culpaeus |
|  |                    |
|  | Lycalopex griseus  |
|  |                    |

|  | Lycalopex fulvipes    |
|  |                       |
|  | Lycalopex gymnocercus |
|  |                       |

|  | Lycalopex culpaeus |
|  |                    |
|  | Lycalopex griseus  |
|  |                    |

|  | Lycalopex fulvipes    |
|  |                       |
|  | Lycalopex gymnocercus |
|  |                       |

|  | Lycalopex culpaeus |
|  |                    |
|  | Lycalopex griseus  |
|  |                    |

|  | Lycalopex fulvipes    |
|  |                       |
|  | Lycalopex gymnocercus |
|  |                       |

|  | Lycalopex culpaeus |
|  |                    |
|  | Lycalopex griseus  |
|  |                    |

|  | Lycalopex fulvipes    |
|  |                       |
|  | Lycalopex gymnocercus |
|  |                       |

|  | Lycalopex culpaeus |
|  |                    |
|  | Lycalopex griseus  |
|  |                    |

|  | Lycalopex fulvipes    |
|  |                       |
|  | Lycalopex gymnocercus |
|  |                       |

|  | Lycalopex culpaeus |
|  |                    |
|  | Lycalopex griseus  |
|  |                    |

|  | Lycalopex fulvipes    |
|  |                       |
|  | Lycalopex gymnocercus |
|  |                       |

|  | Lycalopex culpaeus |
|  |                    |
|  | Lycalopex griseus  |
|  |                    |

|  | Lycalopex fulvipes    |
|  |                       |
|  | Lycalopex gymnocercus |
|  |                       |

|  | Lycalopex culpaeus |
|  |                    |
|  | Lycalopex griseus  |
|  |                    |

|  | Lycalopex fulvipes    |
|  |                       |
|  | Lycalopex gymnocercus |
|  |                       |

|  | Lycalopex culpaeus |
|  |                    |
|  | Lycalopex griseus  |
|  |                    |

|  | Lycalopex fulvipes    |
|  |                       |
|  | Lycalopex gymnocercus |
|  |                       |

|  | Lycalopex culpaeus |
|  |                    |
|  | Lycalopex griseus  |
|  |                    |

|  | Lycalopex fulvipes    |
|  |                       |
|  | Lycalopex gymnocercus |
|  |                       |

|  | Lycalopex culpaeus |
|  |                    |
|  | Lycalopex griseus  |
|  |                    |

|  | Lycalopex fulvipes    |
|  |                       |
|  | Lycalopex gymnocercus |
|  |                       |

|  | Lycalopex culpaeus |
|  |                    |
|  | Lycalopex griseus  |
|  |                    |

|  | Lycalopex fulvipes    |
|  |                       |
|  | Lycalopex gymnocercus |
|  |                       |

|  | Lycalopex culpaeus |
|  |                    |
|  | Lycalopex griseus  |
|  |                    |

|  | Lycalopex fulvipes    |
|  |                       |
|  | Lycalopex gymnocercus |
|  |                       |

|  | Lycalopex culpaeus |
|  |                    |
|  | Lycalopex griseus  |
|  |                    |

|  | Lycalopex fulvipes    |
|  |                       |
|  | Lycalopex gymnocercus |
|  |                       |

|  | Lycalopex culpaeus |
|  |                    |
|  | Lycalopex griseus  |
|  |                    |

|  | Lycalopex fulvipes    |
|  |                       |
|  | Lycalopex gymnocercus |
|  |                       |

|  | Lycalopex culpaeus |
|  |                    |
|  | Lycalopex griseus  |
|  |                    |

|  | Lycalopex fulvipes    |
|  |                       |
|  | Lycalopex gymnocercus |
|  |                       |

|  | Lycalopex culpaeus |
|  |                    |
|  | Lycalopex griseus  |
|  |                    |

|  | Lycalopex fulvipes    |
|  |                       |
|  | Lycalopex gymnocercus |
|  |                       |

|  | Lycalopex culpaeus |
|  |                    |
|  | Lycalopex griseus  |
|  |                    |

|  | Lycalopex fulvipes    |
|  |                       |
|  | Lycalopex gymnocercus |
|  |                       |

|  | Lycalopex culpaeus |
|  |                    |
|  | Lycalopex griseus  |
|  |                    |

|  | Lycalopex fulvipes    |
|  |                       |
|  | Lycalopex gymnocercus |
|  |                       |

|  | Lycalopex culpaeus |
|  |                    |
|  | Lycalopex griseus  |
|  |                    |

|  | Lycalopex fulvipes    |
|  |                       |
|  | Lycalopex gymnocercus |
|  |                       |

|  | Lycalopex culpaeus |
|  |                    |
|  | Lycalopex griseus  |
|  |                    |

|  | Lycalopex fulvipes    |
|  |                       |
|  | Lycalopex gymnocercus |
|  |                       |

|  | Lycalopex culpaeus |
|  |                    |
|  | Lycalopex griseus  |
|  |                    |

|  | Lycalopex fulvipes    |
|  |                       |
|  | Lycalopex gymnocercus |
|  |                       |

|  | Lycalopex culpaeus |
|  |                    |
|  | Lycalopex griseus  |
|  |                    |

|  | Lycalopex fulvipes    |
|  |                       |
|  | Lycalopex gymnocercus |
|  |                       |

|  | Lycalopex culpaeus |
|  |                    |
|  | Lycalopex griseus  |
|  |                    |

|  | Lycalopex fulvipes    |
|  |                       |
|  | Lycalopex gymnocercus |
|  |                       |

|  | Lycalopex culpaeus |
|  |                    |
|  | Lycalopex griseus  |
|  |                    |

|  | Lycalopex fulvipes    |
|  |                       |
|  | Lycalopex gymnocercus |
|  |                       |

|  | Lycalopex culpaeus |
|  |                    |
|  | Lycalopex griseus  |
|  |                    |

|  | Lycalopex fulvipes    |
|  |                       |
|  | Lycalopex gymnocercus |
|  |                       |

|  | Lycalopex culpaeus |
|  |                    |
|  | Lycalopex griseus  |
|  |                    |

|  | Lycalopex fulvipes    |
|  |                       |
|  | Lycalopex gymnocercus |
|  |                       |

|  | Lycalopex culpaeus |
|  |                    |
|  | Lycalopex griseus  |
|  |                    |

|  | Lycalopex fulvipes    |
|  |                       |
|  | Lycalopex gymnocercus |
|  |                       |

|  | Lycalopex culpaeus |
|  |                    |
|  | Lycalopex griseus  |
|  |                    |

|  | Lycalopex fulvipes    |
|  |                       |
|  | Lycalopex gymnocercus |
|  |                       |

|  | Lycalopex culpaeus |
|  |                    |
|  | Lycalopex griseus  |
|  |                    |

|  | Lycalopex fulvipes    |
|  |                       |
|  | Lycalopex gymnocercus |
|  |                       |

|  | Lycalopex culpaeus |
|  |                    |
|  | Lycalopex griseus  |
|  |                    |

|  | Lycalopex fulvipes    |
|  |                       |
|  | Lycalopex gymnocercus |
|  |                       |

|  | Lycalopex culpaeus |
|  |                    |
|  | Lycalopex griseus  |
|  |                    |

|  | Lycalopex fulvipes    |
|  |                       |
|  | Lycalopex gymnocercus |
|  |                       |

|  | Lycalopex culpaeus |
|  |                    |
|  | Lycalopex griseus  |
|  |                    |

|  | Lycalopex fulvipes    |
|  |                       |
|  | Lycalopex gymnocercus |
|  |                       |

|  | Lycalopex culpaeus |
|  |                    |
|  | Lycalopex griseus  |
|  |                    |

|  | Lycalopex fulvipes    |
|  |                       |
|  | Lycalopex gymnocercus |
|  |                       |

|  | Lycalopex culpaeus |
|  |                    |
|  | Lycalopex griseus  |
|  |                    |

|  | Lycalopex fulvipes    |
|  |                       |
|  | Lycalopex gymnocercus |
|  |                       |

|  | Lycalopex culpaeus |
|  |                    |
|  | Lycalopex griseus  |
|  |                    |

|  | Lycalopex fulvipes    |
|  |                       |
|  | Lycalopex gymnocercus |
|  |                       |

|  | Lycalopex culpaeus |
|  |                    |
|  | Lycalopex griseus  |
|  |                    |

|  | Lycalopex fulvipes    |
|  |                       |
|  | Lycalopex gymnocercus |
|  |                       |

|  | Lycalopex culpaeus |
|  |                    |
|  | Lycalopex griseus  |
|  |                    |

|  | Lycalopex fulvipes    |
|  |                       |
|  | Lycalopex gymnocercus |
|  |                       |

|  | Lycalopex culpaeus |
|  |                    |
|  | Lycalopex griseus  |
|  |                    |

|  | Lycalopex fulvipes    |
|  |                       |
|  | Lycalopex gymnocercus |
|  |                       |

|  | Lycalopex culpaeus |
|  |                    |
|  | Lycalopex griseus  |
|  |                    |

|  | Lycalopex fulvipes    |
|  |                       |
|  | Lycalopex gymnocercus |
|  |                       |

|  | Lycalopex culpaeus |
|  |                    |
|  | Lycalopex griseus  |
|  |                    |

|  | Lycalopex fulvipes    |
|  |                       |
|  | Lycalopex gymnocercus |
|  |                       |

|  | Lycalopex culpaeus |
|  |                    |
|  | Lycalopex griseus  |
|  |                    |

|  | Lycalopex fulvipes    |
|  |                       |
|  | Lycalopex gymnocercus |
|  |                       |

|  | Lycalopex culpaeus |
|  |                    |
|  | Lycalopex griseus  |
|  |                    |

|  | Lycalopex fulvipes    |
|  |                       |
|  | Lycalopex gymnocercus |
|  |                       |

|  | Lycalopex culpaeus |
|  |                    |
|  | Lycalopex griseus  |
|  |                    |

|  | Lycalopex fulvipes    |
|  |                       |
|  | Lycalopex gymnocercus |
|  |                       |

|  | Lycalopex culpaeus |
|  |                    |
|  | Lycalopex griseus  |
|  |                    |

|  | Lycalopex fulvipes    |
|  |                       |
|  | Lycalopex gymnocercus |
|  |                       |

|  | Lycalopex culpaeus |
|  |                    |
|  | Lycalopex griseus  |
|  |                    |

|  | Lycalopex fulvipes    |
|  |                       |
|  | Lycalopex gymnocercus |
|  |                       |

|  | Lycalopex culpaeus |
|  |                    |
|  | Lycalopex griseus  |
|  |                    |

|  | Speothos                                                 |
|  |                                                          |
|  | \| \| Chrysocyon \| \| \| \| \| \| †Dusicyon \| \| \| \| |
|  |                                                          |
|  | Chrysocyon                                               |
|  |                                                          |
|  | †Dusicyon                                                |
|  |                                                          |

|  | Chrysocyon |
|  |            |
|  | †Dusicyon  |
|  |            |

|  | Lycalopex fulvipes    |
|  |                       |
|  | Lycalopex gymnocercus |
|  |                       |

|  | Lycalopex culpaeus |
|  |                    |
|  | Lycalopex griseus  |
|  |                    |

|  | Lycalopex fulvipes    |
|  |                       |
|  | Lycalopex gymnocercus |
|  |                       |

|  | Lycalopex culpaeus |
|  |                    |
|  | Lycalopex griseus  |
|  |                    |

|  | Lycalopex fulvipes    |
|  |                       |
|  | Lycalopex gymnocercus |
|  |                       |

|  | Lycalopex culpaeus |
|  |                    |
|  | Lycalopex griseus  |
|  |                    |

|  | Lycalopex fulvipes    |
|  |                       |
|  | Lycalopex gymnocercus |
|  |                       |

|  | Lycalopex culpaeus |
|  |                    |
|  | Lycalopex griseus  |
|  |                    |

|  | Lycalopex fulvipes    |
|  |                       |
|  | Lycalopex gymnocercus |
|  |                       |

|  | Lycalopex culpaeus |
|  |                    |
|  | Lycalopex griseus  |
|  |                    |

|  | Lycalopex fulvipes    |
|  |                       |
|  | Lycalopex gymnocercus |
|  |                       |

|  | Lycalopex culpaeus |
|  |                    |
|  | Lycalopex griseus  |
|  |                    |

|  | Lycalopex fulvipes    |
|  |                       |
|  | Lycalopex gymnocercus |
|  |                       |

|  | Lycalopex culpaeus |
|  |                    |
|  | Lycalopex griseus  |
|  |                    |

|  | Lycalopex fulvipes    |
|  |                       |
|  | Lycalopex gymnocercus |
|  |                       |

|  | Lycalopex culpaeus |
|  |                    |
|  | Lycalopex griseus  |
|  |                    |

|  | Lycalopex fulvipes    |
|  |                       |
|  | Lycalopex gymnocercus |
|  |                       |

|  | Lycalopex culpaeus |
|  |                    |
|  | Lycalopex griseus  |
|  |                    |

|  | Lycalopex fulvipes    |
|  |                       |
|  | Lycalopex gymnocercus |
|  |                       |

|  | Lycalopex culpaeus |
|  |                    |
|  | Lycalopex griseus  |
|  |                    |

|  | Lycalopex fulvipes    |
|  |                       |
|  | Lycalopex gymnocercus |
|  |                       |

|  | Lycalopex culpaeus |
|  |                    |
|  | Lycalopex griseus  |
|  |                    |

|  | Lycalopex fulvipes    |
|  |                       |
|  | Lycalopex gymnocercus |
|  |                       |

|  | Lycalopex culpaeus |
|  |                    |
|  | Lycalopex griseus  |
|  |                    |

|  | Lycalopex fulvipes    |
|  |                       |
|  | Lycalopex gymnocercus |
|  |                       |

|  | Lycalopex culpaeus |
|  |                    |
|  | Lycalopex griseus  |
|  |                    |

|  | Lycalopex fulvipes    |
|  |                       |
|  | Lycalopex gymnocercus |
|  |                       |

|  | Lycalopex culpaeus |
|  |                    |
|  | Lycalopex griseus  |
|  |                    |

|  | Lycalopex fulvipes    |
|  |                       |
|  | Lycalopex gymnocercus |
|  |                       |

|  | Lycalopex culpaeus |
|  |                    |
|  | Lycalopex griseus  |
|  |                    |

|  | Lycalopex fulvipes    |
|  |                       |
|  | Lycalopex gymnocercus |
|  |                       |

|  | Lycalopex culpaeus |
|  |                    |
|  | Lycalopex griseus  |
|  |                    |

|  | Lycalopex fulvipes    |
|  |                       |
|  | Lycalopex gymnocercus |
|  |                       |

|  | Lycalopex culpaeus |
|  |                    |
|  | Lycalopex griseus  |
|  |                    |

|  | Lycalopex fulvipes    |
|  |                       |
|  | Lycalopex gymnocercus |
|  |                       |

|  | Lycalopex culpaeus |
|  |                    |
|  | Lycalopex griseus  |
|  |                    |

|  | Lycalopex fulvipes    |
|  |                       |
|  | Lycalopex gymnocercus |
|  |                       |

|  | Lycalopex culpaeus |
|  |                    |
|  | Lycalopex griseus  |
|  |                    |

|  | Lycalopex fulvipes    |
|  |                       |
|  | Lycalopex gymnocercus |
|  |                       |

|  | Lycalopex culpaeus |
|  |                    |
|  | Lycalopex griseus  |
|  |                    |

|  | Lycalopex fulvipes    |
|  |                       |
|  | Lycalopex gymnocercus |
|  |                       |

|  | Lycalopex culpaeus |
|  |                    |
|  | Lycalopex griseus  |
|  |                    |

|  | Lycalopex fulvipes    |
|  |                       |
|  | Lycalopex gymnocercus |
|  |                       |

|  | Lycalopex culpaeus |
|  |                    |
|  | Lycalopex griseus  |
|  |                    |

|  | Lycalopex fulvipes    |
|  |                       |
|  | Lycalopex gymnocercus |
|  |                       |

|  | Lycalopex culpaeus |
|  |                    |
|  | Lycalopex griseus  |
|  |                    |

|  | Lycalopex fulvipes    |
|  |                       |
|  | Lycalopex gymnocercus |
|  |                       |

|  | Lycalopex culpaeus |
|  |                    |
|  | Lycalopex griseus  |
|  |                    |

|  | Lycalopex fulvipes    |
|  |                       |
|  | Lycalopex gymnocercus |
|  |                       |

|  | Lycalopex culpaeus |
|  |                    |
|  | Lycalopex griseus  |
|  |                    |

|  | Lycalopex fulvipes    |
|  |                       |
|  | Lycalopex gymnocercus |
|  |                       |

|  | Lycalopex culpaeus |
|  |                    |
|  | Lycalopex griseus  |
|  |                    |

|  | Lycalopex fulvipes    |
|  |                       |
|  | Lycalopex gymnocercus |
|  |                       |

|  | Lycalopex culpaeus |
|  |                    |
|  | Lycalopex griseus  |
|  |                    |

|  | Lycalopex fulvipes    |
|  |                       |
|  | Lycalopex gymnocercus |
|  |                       |

|  | Lycalopex culpaeus |
|  |                    |
|  | Lycalopex griseus  |
|  |                    |

|  | Lycalopex fulvipes    |
|  |                       |
|  | Lycalopex gymnocercus |
|  |                       |

|  | Lycalopex culpaeus |
|  |                    |
|  | Lycalopex griseus  |
|  |                    |

|  | Lycalopex fulvipes    |
|  |                       |
|  | Lycalopex gymnocercus |
|  |                       |

|  | Lycalopex culpaeus |
|  |                    |
|  | Lycalopex griseus  |
|  |                    |

|  | Lycalopex fulvipes    |
|  |                       |
|  | Lycalopex gymnocercus |
|  |                       |

|  | Lycalopex culpaeus |
|  |                    |
|  | Lycalopex griseus  |
|  |                    |

|  | Lycalopex fulvipes    |
|  |                       |
|  | Lycalopex gymnocercus |
|  |                       |

|  | Lycalopex culpaeus |
|  |                    |
|  | Lycalopex griseus  |
|  |                    |

|  | Lycalopex fulvipes    |
|  |                       |
|  | Lycalopex gymnocercus |
|  |                       |

|  | Lycalopex culpaeus |
|  |                    |
|  | Lycalopex griseus  |
|  |                    |

|  | Lycalopex fulvipes    |
|  |                       |
|  | Lycalopex gymnocercus |
|  |                       |

|  | Lycalopex culpaeus |
|  |                    |
|  | Lycalopex griseus  |
|  |                    |

|  | Lycalopex fulvipes    |
|  |                       |
|  | Lycalopex gymnocercus |
|  |                       |

|  | Lycalopex culpaeus |
|  |                    |
|  | Lycalopex griseus  |
|  |                    |

|  | Lycalopex fulvipes    |
|  |                       |
|  | Lycalopex gymnocercus |
|  |                       |

|  | Lycalopex culpaeus |
|  |                    |
|  | Lycalopex griseus  |
|  |                    |

|  | Lycalopex fulvipes    |
|  |                       |
|  | Lycalopex gymnocercus |
|  |                       |

|  | Lycalopex culpaeus |
|  |                    |
|  | Lycalopex griseus  |
|  |                    |

|  | Lycalopex fulvipes    |
|  |                       |
|  | Lycalopex gymnocercus |
|  |                       |

|  | Lycalopex culpaeus |
|  |                    |
|  | Lycalopex griseus  |
|  |                    |

|  | Lycalopex fulvipes    |
|  |                       |
|  | Lycalopex gymnocercus |
|  |                       |

|  | Lycalopex culpaeus |
|  |                    |
|  | Lycalopex griseus  |
|  |                    |

|  | Lycalopex fulvipes    |
|  |                       |
|  | Lycalopex gymnocercus |
|  |                       |

|  | Lycalopex culpaeus |
|  |                    |
|  | Lycalopex griseus  |
|  |                    |

|  | Lycalopex fulvipes    |
|  |                       |
|  | Lycalopex gymnocercus |
|  |                       |

|  | Lycalopex culpaeus |
|  |                    |
|  | Lycalopex griseus  |
|  |                    |

|  | Lycalopex fulvipes    |
|  |                       |
|  | Lycalopex gymnocercus |
|  |                       |

|  | Lycalopex culpaeus |
|  |                    |
|  | Lycalopex griseus  |
|  |                    |

|  | Lycalopex fulvipes    |
|  |                       |
|  | Lycalopex gymnocercus |
|  |                       |

|  | Lycalopex culpaeus |
|  |                    |
|  | Lycalopex griseus  |
|  |                    |

|  | Lycalopex fulvipes    |
|  |                       |
|  | Lycalopex gymnocercus |
|  |                       |

|  | Lycalopex culpaeus |
|  |                    |
|  | Lycalopex griseus  |
|  |                    |

|  | Lycalopex fulvipes    |
|  |                       |
|  | Lycalopex gymnocercus |
|  |                       |

|  | Lycalopex culpaeus |
|  |                    |
|  | Lycalopex griseus  |
|  |                    |

|  | Lycalopex fulvipes    |
|  |                       |
|  | Lycalopex gymnocercus |
|  |                       |

|  | Lycalopex culpaeus |
|  |                    |
|  | Lycalopex griseus  |
|  |                    |

|  | Lycalopex fulvipes    |
|  |                       |
|  | Lycalopex gymnocercus |
|  |                       |

|  | Lycalopex culpaeus |
|  |                    |
|  | Lycalopex griseus  |
|  |                    |

|  | Lycalopex fulvipes    |
|  |                       |
|  | Lycalopex gymnocercus |
|  |                       |

|  | Lycalopex culpaeus |
|  |                    |
|  | Lycalopex griseus  |
|  |                    |

|  | Lycalopex fulvipes    |
|  |                       |
|  | Lycalopex gymnocercus |
|  |                       |

|  | Lycalopex culpaeus |
|  |                    |
|  | Lycalopex griseus  |
|  |                    |

|  | Lycalopex fulvipes    |
|  |                       |
|  | Lycalopex gymnocercus |
|  |                       |

|  | Lycalopex culpaeus |
|  |                    |
|  | Lycalopex griseus  |
|  |                    |

|  | Lycalopex fulvipes    |
|  |                       |
|  | Lycalopex gymnocercus |
|  |                       |

|  | Lycalopex culpaeus |
|  |                    |
|  | Lycalopex griseus  |
|  |                    |

|  | Lycalopex fulvipes    |
|  |                       |
|  | Lycalopex gymnocercus |
|  |                       |

|  | Lycalopex culpaeus |
|  |                    |
|  | Lycalopex griseus  |
|  |                    |

|  | Lycalopex fulvipes    |
|  |                       |
|  | Lycalopex gymnocercus |
|  |                       |

|  | Lycalopex culpaeus |
|  |                    |
|  | Lycalopex griseus  |
|  |                    |

|  | Lycalopex fulvipes    |
|  |                       |
|  | Lycalopex gymnocercus |
|  |                       |

|  | Lycalopex culpaeus |
|  |                    |
|  | Lycalopex griseus  |
|  |                    |

|  | Lycalopex fulvipes    |
|  |                       |
|  | Lycalopex gymnocercus |
|  |                       |

|  | Lycalopex culpaeus |
|  |                    |
|  | Lycalopex griseus  |
|  |                    |

|  | Lycalopex fulvipes    |
|  |                       |
|  | Lycalopex gymnocercus |
|  |                       |

|  | Lycalopex culpaeus |
|  |                    |
|  | Lycalopex griseus  |
|  |                    |

|  | Lycalopex fulvipes    |
|  |                       |
|  | Lycalopex gymnocercus |
|  |                       |

|  | Lycalopex culpaeus |
|  |                    |
|  | Lycalopex griseus  |
|  |                    |

|  | Lycalopex fulvipes    |
|  |                       |
|  | Lycalopex gymnocercus |
|  |                       |

|  | Lycalopex culpaeus |
|  |                    |
|  | Lycalopex griseus  |
|  |                    |

|  | Lycalopex fulvipes    |
|  |                       |
|  | Lycalopex gymnocercus |
|  |                       |

|  | Lycalopex culpaeus |
|  |                    |
|  | Lycalopex griseus  |
|  |                    |

|  | Lycalopex fulvipes    |
|  |                       |
|  | Lycalopex gymnocercus |
|  |                       |

|  | Lycalopex culpaeus |
|  |                    |
|  | Lycalopex griseus  |
|  |                    |

|  | Lycalopex fulvipes    |
|  |                       |
|  | Lycalopex gymnocercus |
|  |                       |

|  | Lycalopex culpaeus |
|  |                    |
|  | Lycalopex griseus  |
|  |                    |

|  | Lycalopex fulvipes    |
|  |                       |
|  | Lycalopex gymnocercus |
|  |                       |

|  | Lycalopex culpaeus |
|  |                    |
|  | Lycalopex griseus  |
|  |                    |

|  | Lycalopex fulvipes    |
|  |                       |
|  | Lycalopex gymnocercus |
|  |                       |

|  | Lycalopex culpaeus |
|  |                    |
|  | Lycalopex griseus  |
|  |                    |

|  | Lycalopex fulvipes    |
|  |                       |
|  | Lycalopex gymnocercus |
|  |                       |

|  | Lycalopex culpaeus |
|  |                    |
|  | Lycalopex griseus  |
|  |                    |

### Sous-espèces
| Nom et auteur                                 | Description | Localisation              | Synonyme |
| --------------------------------------------- | --- | ------------------------- | --- |
| Lycalopex culpaeus andinus (Thomas, 1914)     | Il est plus petit et plus clair que la sous-espèce méridionale, semblable à L. c. reisii, avec un pelage dorsal plus nettement chamois et des oreilles, le sommet de la tête et les membres d'une vive couleur rouille. | Bolivie, Chili, Argentine | azarae (Tschudi, 1844) culpaeolus (Thomas, 1914) inca (Thomas, 1914) magellanicus (Waterhouse, 1838) reissii (Osgood, 1914) smithersi (Kraglievich, 1930) |
| Lycalopex culpaeus culpaeus (Molina, 1782)    | C'est une sous-espèce de taille intermédiaire, avec un pelage gris chiné sur le dos et les oreilles, le cou, les pattes, les flancs et le sommet de la tête de couleur brun fauve à brun rougeâtre.                     | Chili, Argentine          | albigula (Philippi, 1903) amblyodon (Philippi, 1903) chilensis (Kerr, 1792) ferrugineus (Huber, 1925) magellanicus (Gray, 1847)                           |
| Lycalopex culpaeus lycoides (Philippi, 1896)  | C'est la plus grande sous-espèces, possédant la fourrure la plus épaisse et la plus fournie de couleur grisâtre et la gorge et la poitrine grises. Le museau le plus long.                                              | Terre de feu, Chili       | |
| Lycalopex culpaeus magellanicus (Gray, 1837)  | Il est plus grand et sa fourrure est plus grisâtre que chez les autres sous-espèces septentrionales, mais reste d’une teinte plus roussâtre que L. c. lycoides.                                                         | Patagonie du Sud          | montanus (Prichard, 1902) prichardi (Trouessart, 1904) typicus (Trouessart, 1910)                                                                         |
| Lycalopex culpaeus reissii (Hilzheimer, 1906) | C'est la plus petite des sous-espèces, caractérisée par un pelage plus clair et un museau plus court que chez les populations méridionales, avec une fourrure soyeuse et laineuse chinée d’un gris clair.               | Colombie, Équateur        | riveti (Trouessart, 1906) |
| Lycalopex culpaeus smithersi (Thomas, 1914)   | C'est une petite sous-espèces, présentant un pelage de couleur rouille intense aux tons moins grisâtres que les autres, avec une queue dont l'extrémité et la tache noire sont très contrastées.                        | Centre de l’Argentine     | |

## Description

### Dimensions
Le culpeau est un canidé de taille intermédiaire entre le renard roux et le coyote. Il s’agit de la plus grande espèce du genre Lycalopex et le deuxième plus grand canidé d’Amérique du Sud, après le loup à crinière.
D’une manière générale, la plupart des sous-espèces mesurent entre 63 et 88 cm de longeur pour le corps, pour une longueur totale qui varie de 94 à 133 cm. Cependant, des différences notables existent entre les sous-espèces : le mâle de la terre de Feu étant la plus grande sous-espèce, peut atteindre une longueur de 80,1 à 103 cm, tandis que les femelles mesurent environ 78 cm. La sous-espèce de Patagonie a une longeur tête-corps moyenne de 80,1 cm pour les mâles et 78 cm pour les femelles. La queue est très longue et touffue : sa longueur varie généralement de 32 à 44 cm, mais pour les sous-espèces plus grandes comme celles de Patagonie et de la Terre de Feu, elle peut atteindre 44,5 à 53 cm,. La hauteur au garrot est comprise entre 39,5 et 44 cm, avec des valeurs spécifiques de 40 cm pour L. c. reissiiet 42,7 cm pour L. c. magellanicus et L. c. lycoides.
La longueur du crâne se situe entre 15,5 et 16,9 cm pour les différentes sous-espèces, variant de de 8,5 cm à 9,1 cm. Le museau étant plus court chez L. c. reissii. La formule dentaire de l'espèce possède 42 dents.
En terme de poids, l’espèce présente une fourchette allant de 5 à 13,5 kg, mais celui-ci varie significativement selon la sous-espèce et le sexe : les mâles sont en moyenne 1,5 fois plus grands que les femelles. Le poids moyen des mâles est de 11,4 kg, tandis que celui des femelles est de 8,4 kg. Chez les mâles communs vivent en Argentine peuvent peser jusqu'à 11,4 kg, tandis que leurs femelles pèsent 8,4 kg. Les culpeaux du Nord (L. c. reissii) et d'Achala (L. c. smithersi) sont plus petits et pèsent entre 6,7 et 8,1 kg. Les mâles de Patagonie (L. c. magellanicus) pèsent environ 8,4 kg et les femelles 7,5 kg. Ceux de la Terre de Feu (L. c. lycoides) est décrit comme la sous-espèce la plus lourde. Les mâles pèsent de 8,4 à 14,4 kg tandis que les femelles pèsent 7,5 kg.

### Pelage

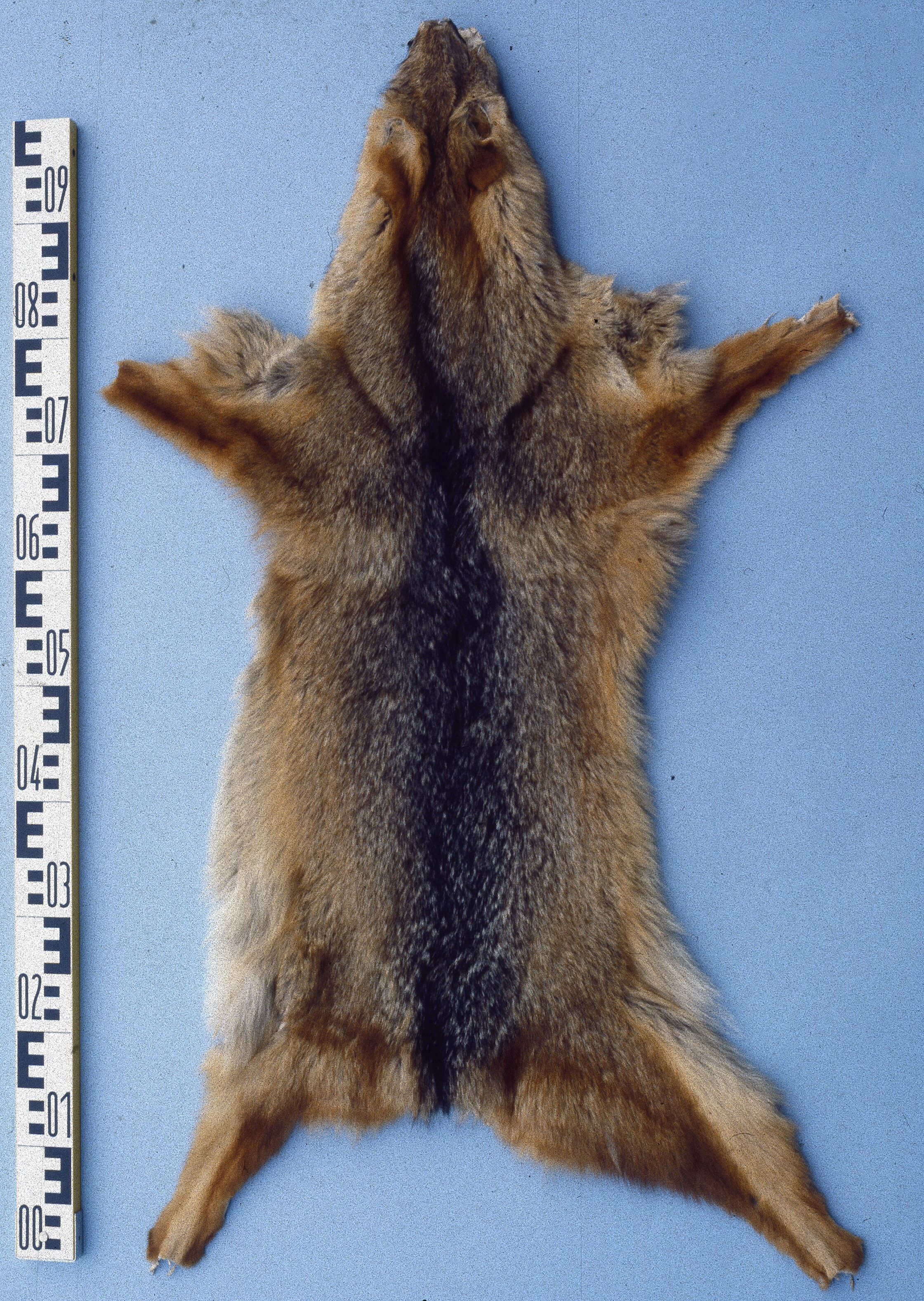
Fourrure de culpeau.

Le culpeau est caractérisé par un pelage plus ou moins grisâtre sur la partie dorsale, mais le reste du corps, notamment le cou, les flancs ainsi que les extrémités des membres sont d’une teinte brunâtre à roussâtre, lui donnant une teinte fauve plus ou moins rubigineuse, surtout au bout des pattes,. Une tache brunâtre peu visible est présente sur l'arrière des cuisses. La partie inférieure du corps, notamment la partie ventrale jusqu’au menton, se constitue de poils plus clair, fauves, grisâtres ou blanchâtres. La queue est très longue et touffue : elle est grise sur le dessus et fauve terne dessous et présente une extrémité foncée, souvent noire, ainsi une tache plus sombre sur le dessus, proche de sa base.
Cette teinte peut varier selon les sous-espèces : L. c. reisii et L. c. andinus ont un pelage plus clair,, tandis que la teinte du pelage de L. c. smithersi  montrent un teinte rouille plus prononcée.
En hiver, la fourrure devient plus longue et plus dense, en particulier au niveau de la queue. C’est particulièrement vrai chez la sous-espèce L. c. lycoides adaptée aux climats très froids de la terre de feu.
L'espèce compte 74 chromosomes.

## Répartition et habitat

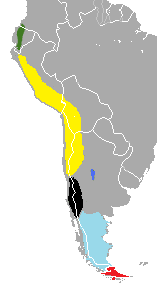
Répartition des six sous-espèces de Culpeau :
Lycalopex culpaeus andinus
Lycalopex culpaeus culpaeus
Lycalopex culpaeus lycoides
Lycalopex culpaeus magellanicus
Lycalopex culpaeus reissii
Lycalopex culpaeus smithersi

Le culpeau est une espèce endémique d’Amérique du Sud. Son aire de répartition s’étend principalement le long de la cordillère des Andes, du Sud de la Patagonie et de la Terre de Feu, traversant la Colombie, l’Équateur, le Pérou, la Bolivie, le Chili, jusque dans le Sud de la Colombie. On le trouve également dans la chaîne de montagnes des Sierras Grandes dans la province de Córdoba, en Argentine. Le Chili et l’Argentine sont les pays où le plus de sous-espèces sont représentées : puisqu’on y trouve à la fois, L. c. culpaeus, L. c. andinus, L. c. magellanicus et  L. c. lycoides, quoique cette dernière est considérée comme relativement rare en Argentine.
On trouve également une population de cette espèce sur les îles Malouines, où elle a été introduite par l’homme.
Au sein de cette large aire de répartition, le culpeau occupe une grande variété d’habitats, allant de terrains escarpés et montagneux (jusqu’à la limite des arbres), à des vallées profondes, des déserts ouverts, des cerrados, des pampas, des forêts tempérées, des prairies ouvertes et des forêts équatoriales,.
L’espèce a été observée à des altitudes allant jusqu’à 4 500 voire 4 800 m au-dessus du niveau de la mer.

## Écologie

### Alimentation

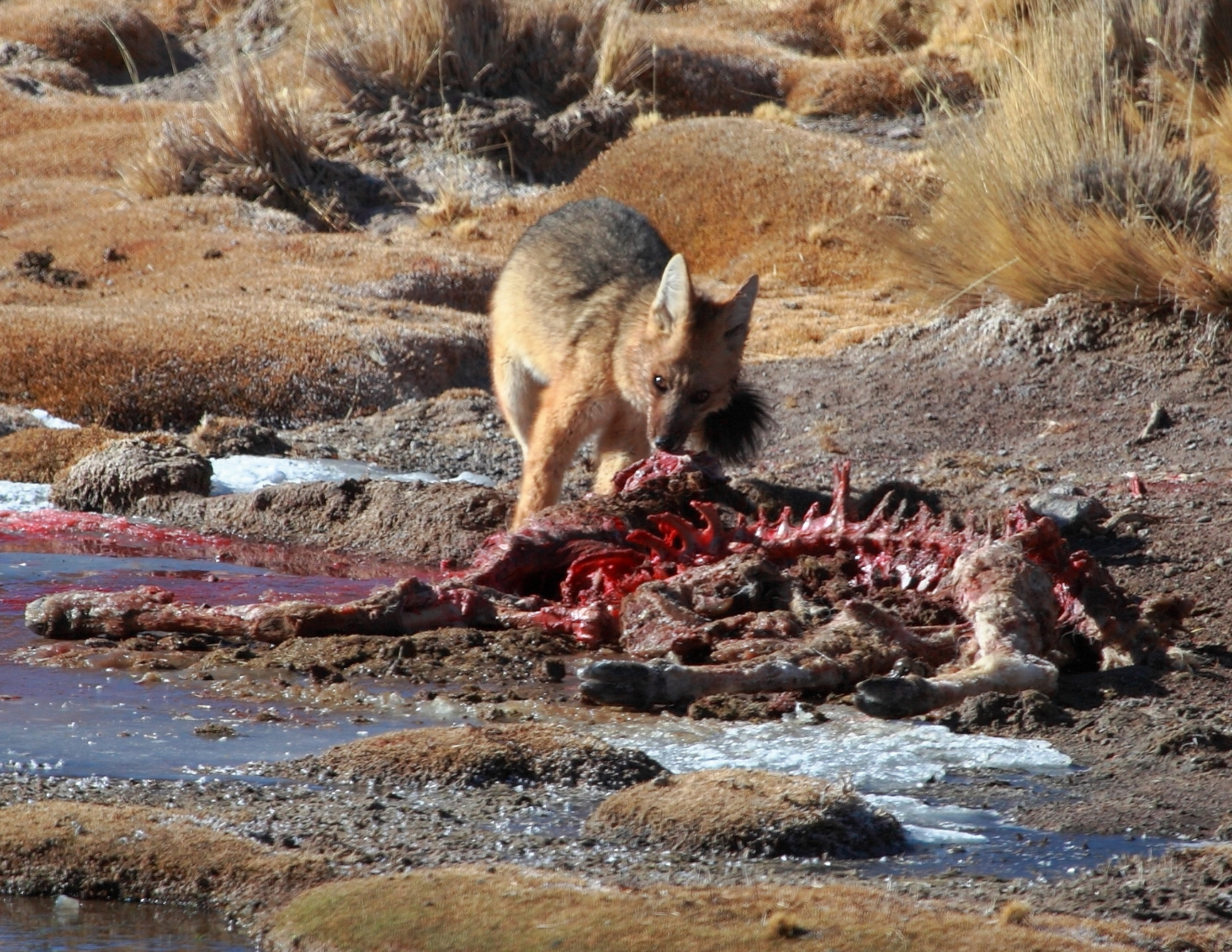
Un culpeau se nourrissant de la carcasse d’une vigogne à El Tatio (San Pedro de Atacama, région d’Antofagasta)

Le culpeau est un prédateur opportuniste, capable de consommer une grande variété de proies. Son régime alimentaire est principalement composé de rongeurs (notamment les octodons), de lagomorphes (en particulier les espèces introduites comme le lapin de garenne et le lièvre d'Europe),. Il lui arrive aussi de consommer des animaux domestiques ou de jeunes guanacos.
Son alimentation peut aussi inclure des insectes, des oiseaux, des lézards, des fruits, ainsi que des charognes, notamment celles de lamas ou de vigognes. Le culpeau est parfois considéré comme bénéfique car il contribue à la régulation des populations de lapins européens introduits au début du XXe siècle, ce qui aurait facilité son expansion depuis les contreforts andins jusqu'à la plaine de Patagonie. Il peut aussi s’attaquer à de jeunes agneaux âgés d’au plus une semaine.
Lors de périodes de sécheresse dans le maquis chilien central, le culpeau adapte son régime en consommant davantage de lagomorphes, de coatis, de chèvres et même de bétail.

### Concurrents et prédateurs
Dans la forêt de Magellan, le culpeau est en concurrence avec le renard gris de Patagonie (L. griseus). Si le premier à tendance à utiliser les paysages accidentés et boisés, son concurrent, plus petit, préfère généralement les terrains plats ou la steppe arbustive. Dans les régions où ces deux espèces vivent en sympatrie, leurs territoires ne se chevauchent pas. La destruction de la forêt par les activités humaines a pu profiter au renard gris de Patagonie au détriment du Renard de Magellan dans certaines zones, comme en Terre de Feu.
Des études indiquent que, du fait de sa taille plus imposante, le culpeo domine souvent ses compétiteurs potentiels, comme le renard gris d'Argentine, le chat de Geoffroy, le chat des pampas, les grisons ou certains rapaces. En Patagonie argentine, au Sud-Est, le culpeau consomme généralement plus de lièvres européens introduits que le renard gris d’Argentine, qui lui se nourrit davantage de rongeurs. Toutefois, durant les saisons plus froides, le régime des deux espèces converge, entraînant une forme de partage des ressources (partition trophique) : le culpeo, plus grand, tend alors à exclure le renard des zones plus riches en proies.
Le culpeau est également connu pour consommer les carcasses de vigognes, et a été observé en train de chasser le castor du Canada (Castor canadensis), une espèce introduite, dans l’île de la Terre de Feu. Son aire de répartition chevauche parfois celle du puma, beaucoup plus grand, ce qui limite la compétition directe, s’il arrive que le félin en tue occasionnellement, cette situation reste marginale. Les chiens errants sont également des prédateurs notables du culpeau, ces derniers représentent une menace pour la conservation de l’espèce sur certaine zones.

### Cycle de vie
La période de reproduction a généralement lieu une seule fois par an, entre août et octobre, mais commence à partir de juin chez L. c. andinus. La période de gestation va de 55 à une soixantaine de jours,.Les tanières sont généralement aménagées dans des lieux protégés, entre des rochers ou sous les racines d'un arbre, ou sous un petit arbuste. Ils peuvent même emprunter le terrier creusé par d'autres animaux comme les viscaches ou tatous. Les naissances ont lieu entre octobre et décembre. Le nombre de petits par portée se situe généralement entre trois et cinq pour un minimum de 2 chez L. c. culpaeusà un grand maximum de 8 chez L. c. reissii. Les bébés naissent les yeux fermés, pèsent environ 166 g pour une longueur de 15,5 cm à 2 jours, et restent dépendants de leurs parents jusqu'à ce qu'ils soient suffisamment forts pour se débrouiller seuls.
Les culpeaux sont généralement des animaux solitaires, mais ils forment des couples accompagnés de leurs jeunes pendant la saison de reproduction. La femelle allaite et s'occupe intensément des jeunes. Le mâle participe également à l'élevage. Le sevrage intervient à l'âge de 60 jours pour toutes les sous-espèces et commencent à chasser avec leurs parents à l'âge de 3 mois et se dispersent à 5 mois, avant d’atteindre l’âge adulte à à 7 mois, la maturité sexuelle est atteinte au bout d’un an. L'espérance de vie est estimée à environ 11 ans dans la nature ou en captivité.

## Le culpeau et l’Homme

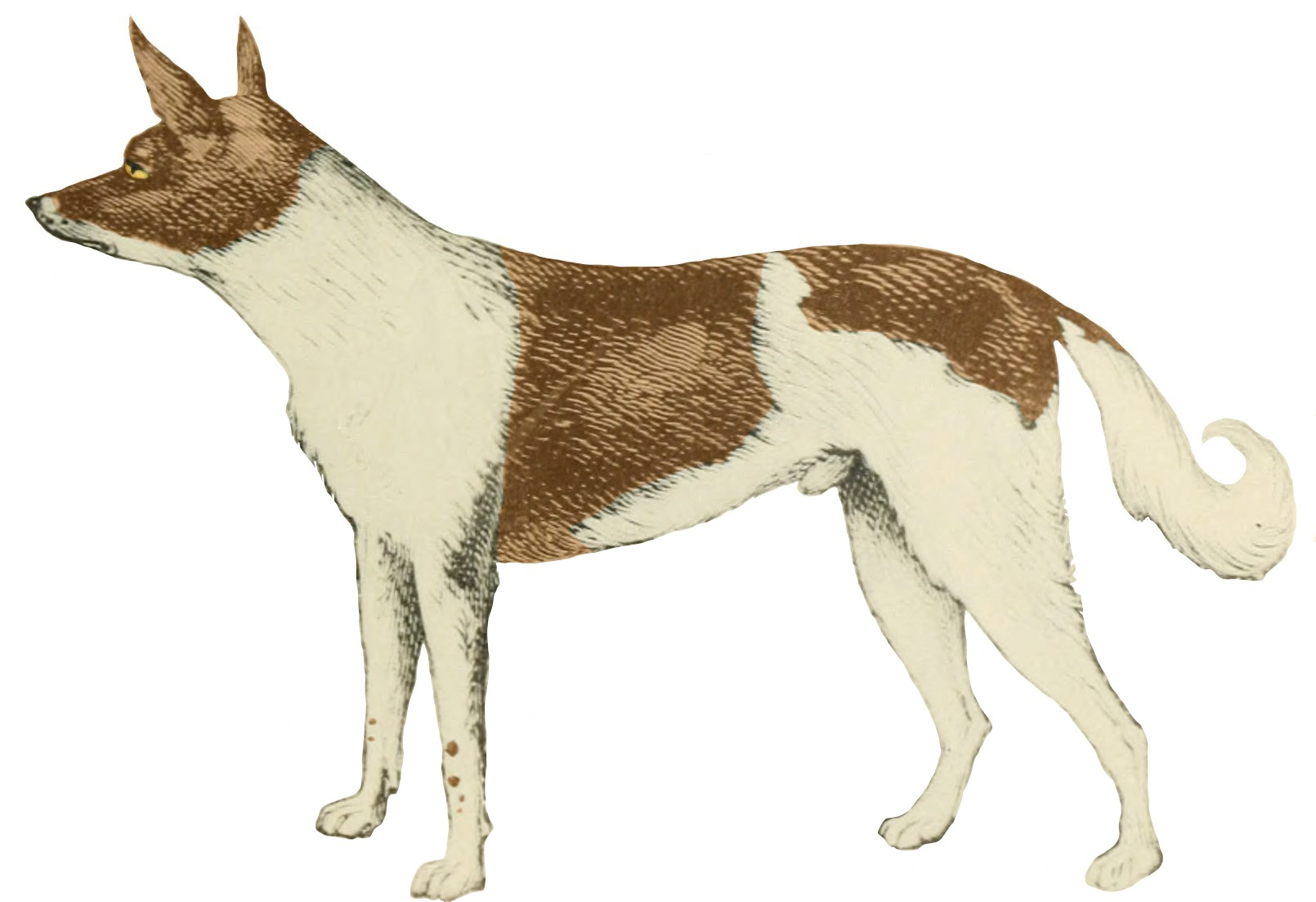
Illustration du chien fuégien disparu, issu du culpeau, contrairement aux autres chiens qui descendent du loup.

### Conservation
Le culpeau est chassé dans l’ensemble de son aire de répartition, principalement pour sa fourrure. Jusqu’au début des années 1990, la principale cause de mortalité du culpeo était la chasse et la capture pour sa fourrure. En 1986, 2 100 peaux de culpeo et de chilla furent exportées depuis le Chili. En Argentine, une moyenne annuelle de 4 600 peaux de culpeo furent exportées entre 1976 et 1982. Les exportations chutèrent à environ 1 000 entre 1983 et 1996, avant de devenir insignifiantes à partir de 1997. Il est également abattu en raison de l’idée largement répandue selon laquelle il causerait des dommages aux élevages de moutons, de petits ruminants et de volailles. Toutefois, cette affirmation persiste alors même que les pertes réelles sur les troupeaux ovins semblent minimes. Dans la terre de feu, le culpeau est principalement en proie au braconnage
Son statut de conservation est inscrit à l’Annexe II de la CITES. Le niveau de protection varie selon les pays : au Pérou, l’espèce n’est pas considérée comme menacée ; en Bolivie, l’exportation de fourrures a été interdite dès 1969, mais l’espèce n’y bénéficie d’aucune protection légale. Au Chili, la chasse est officiellement interdite, mais les contrôles restent très limités. En Argentine, l’exportation est légale bien que l’espèce y soit considérée comme vulnérable depuis 1983. L’Argentine et le Chili cherchent à mettre en place des stratégies de gestion durable et de recherche sur les populations.

### Dans la culture locale
Contrairement au renard roux en Europe, auquel il est souvent comparé, le culpeo possède une image positive dans les traditions des peuples andins. Dans les traditions quechua, le culpeo est souvent invoqué aux côtés du puma comme protecteur spirituel des nouveau-nés. Son absence de crainte envers l’être humain en fait un animal perçu comme franchissant les frontières entre l’humanité et la nature. Il joue aussi un rôle dans les rite de passage : un homme, nommé ararihua, devient membre à part entière de la communauté après avoir protégé les récoltes contre les attaques de culpeos. Les ararihua portaient traditionnellement des fourrures de culpeo pendant leurs veillées, s’appropriant ainsi le pouvoir de l’animal pour mieux le repousser.

### Domestication
Des analyses génétiques de poils retrouvés en Terre de Feu ont révélé que les chiens aujourd’hui disparus des Selknam descendaient du culpeo. Ce culpeo domestiqué, également appelé « chien fuégien », fut décrit en 1883 par le capitaine Martial, chef de l’expédition scientifique au cap Horn, comme un animal « laid », semblable à un renard, doté de « longs poils fauves et d’un museau pointu ». Bien qu’ils fussent inutiles comme chiens de garde, ils auraient pu s’avérer utiles pour la chasse aux loutres. Les chiens fuégiens furent exterminés avant 1919, car ils représentaient une menace pour le bétail des missionnaires européens.